# Flugplatz Laupheim

i7
i11
i13

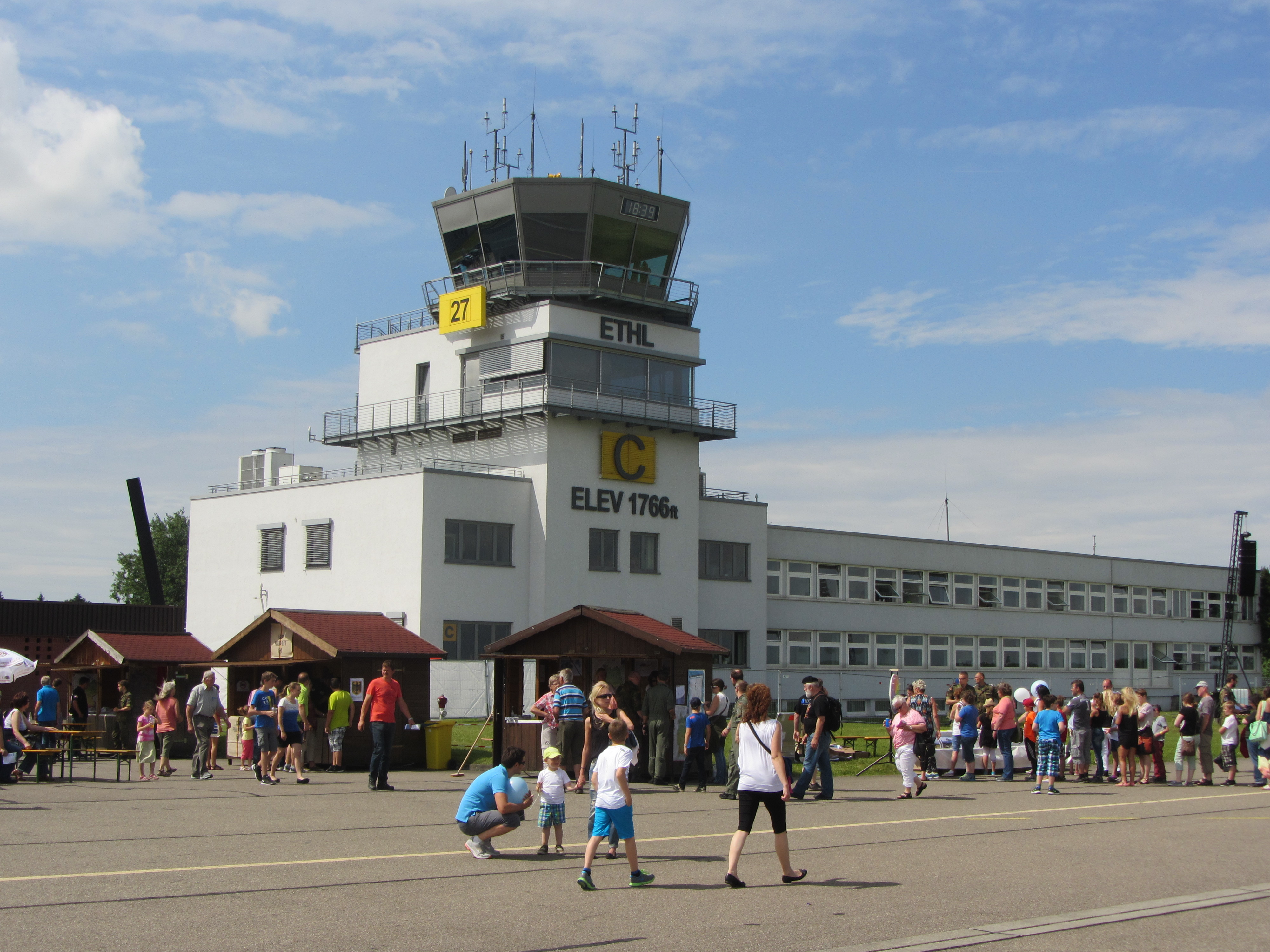
Tag der Bundeswehr 2015 auf dem Militärflugplatz Laupheim

Der Flugplatz Laupheim (ICAO-Code: ETHL) ist ein Militärflugplatz in unmittelbarer Nähe der Stadt Laupheim in Baden-Württemberg. Ursprünglich konzipiert als Fliegerhorst der Luftwaffe der Wehrmacht, wurde der Flugplatz zwischen 1964 und 2012 vom Heer der Bundeswehr als Heeresflugplatz genutzt und diente als Heimatstandort des Mittleren Transporthubschrauberregiments 25 „Oberschwaben“. Seit 2013 sind auf dem Platz wieder Einheiten der Luftwaffe stationiert, und er ist Heimatbasis des Hubschraubergeschwaders 64. Auf dem Gelände des Flugplatzes befindet sich die Kurt-Georg-Kiesinger-Kaserne.

## Geschichte

### Fliegerhorst Laupheim
Im August 1938 begannen die Arbeiten, um einen Luftwaffenflugplatz in der Nähe Laupheims und fast gleichzeitig im nahegelegenen Rißtissen zu errichten. Die Arbeiten wurden im März 1940 erfolgreich abgeschlossen. Während des Zweiten Weltkriegs war der Flugplatz Laupheim Stützpunkt verschiedener Luftwaffeneinheiten, einer Ausbildungseinheit, einer Nachtjägerstaffel und einer Zerstörerstaffel.
Auf dem Flugplatzgelände befand sich außerdem eine kleine Produktionsstätte für einen Vorläufer der modernen Hubschrauber.
Hier entwickelte und erprobte Henrich Focke seinen Hubschrauber Focke-Achgelis Fa 223 Drache, den ersten militärischen Hubschrauber der Welt. Von einem seiner engsten Mitarbeiter, dem 1993 verstorbenen Laupheimer Ingenieur Friedrich Hartz, befinden sich noch Erprobungsmodelle verschiedener Faltrotoren im Hubschraubermuseum zu Bückeburg.
Am 19. Juli 1944 bombardierten 45 Bomber des Typs B-24 der 8th Air Force der USAAF den Flugplatz Laupheim und warfen 115 Tonnen Spreng- und Brandbomben ab. Währenddessen fanden Tieffliegerangriffe auf den Flugplatz durch die die Bomber begleitenden Jagdflugzeuge statt. Der Angriff hinterließ beträchtlichen Schaden; sieben Zerstörer des Typs Messerschmitt Bf 110, ein Flugzeug des Typs Arado Ar 96 und eine Messerschmitt Bf 108 wurden vollkommen zerstört. Vier weitere Flugzeuge wurden teilweise beschädigt. Außerdem wurden das technische Gerät der verschiedenen Staffeln, ein Hangar, Unterkünfte, die Flugsicherung sowie drei kurz zuvor gefertigte Hubschrauber des Typs Focke-Achgelis Fa 223 Drache zerstört. Eine Flakeinheit erhielt einen direkten Treffer, wobei ein Soldat getötet und vier weitere verletzt wurden. Zwei Tage später schoss eine Flakeinheit einen B-24 Bomber, der während eines Luftangriffs auf München beschädigt worden war und deshalb nicht auf Einsatzhöhe fliegen konnte, ab. Die Mannschaft konnte sich mit dem Fallschirm retten. Durch das heftige Feuer der Flakeinheiten wurde jedoch das Dach der Kirche im nahegelegenen Baustetten schwer beschädigt.
Der nächste Luftangriff fand am 31. Juli 1944 statt. Elf Jagdflugzeuge des Typs P-51 Mustang führten Tieffliegerangriffe aus, wobei zwei Messerschmitt Bf 110, ein italienisches Schulflugzeug zerstört und zwei weitere Messerschmitt Bf 110 schwer beschädigt wurden. Die am Flugplatz stationierten Flakeinheiten begannen folglich nervös zu werden, und als am 9. August 1944 plötzlich 28 Flugzeuge aus der Richtung Schwendi erschienen, eröffneten die Flakeinheiten sofort das Feuer und schossen ein Flugzeug ab. Diese Flugzeuge gehörten jedoch zum deutschen Jagdgeschwader 4, die Flugzeuge des Typs Focke-Wulf Fw 190 flogen.

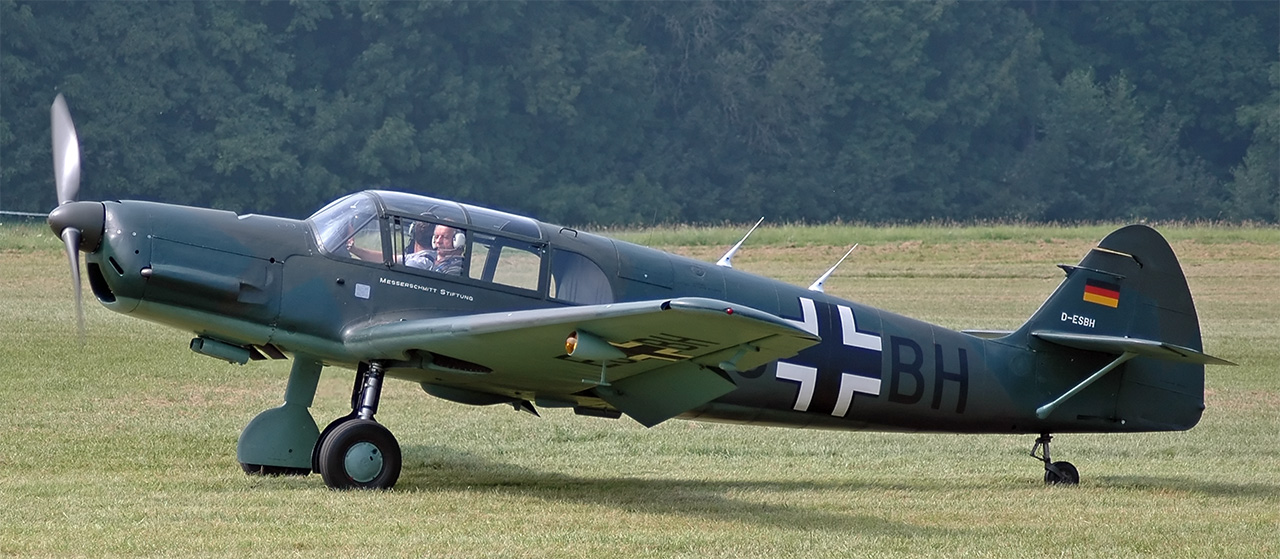
Messerschmitt Bf 108
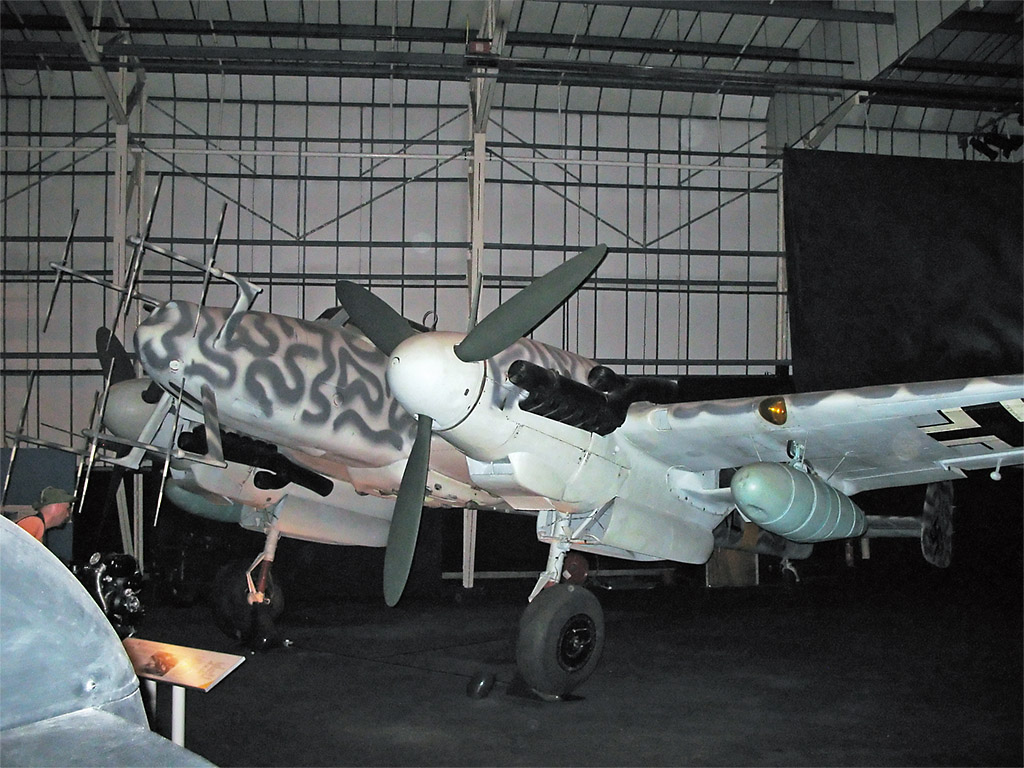
Messerschmitt Bf 110
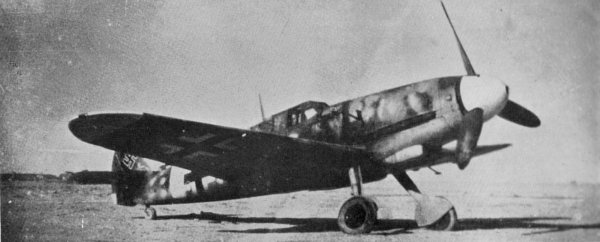
Messerschmitt Bf 109
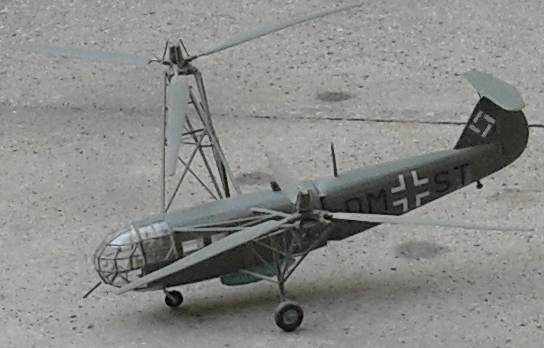
Focke-Achgelis Fa 223

Als Folge der Luftangriffe wurde die Produktionsstätte der Focke-Achgelis nach Ochsenhausen ausgelagert. Am 26. November 1944 wurde der Flugplatz durch zehn P-47 Thunderbolt angegriffen, die jedoch nur geringen Schaden anrichteten. Kurz vor dem Ende des Zweiten Weltkriegs wurde am 2. April 1945 die II. Gruppe des Jagdgeschwaders 53 (JG 53 „Pik-As“), mit ihren Messerschmitt Bf 109 von dem Militärflugplatz Seyring bei Wien auf die benachbarten Flugplätze Laupheim und Rißtissen verlegt. Am 18. und 19. April 1945 wurde der Flugplatz Laupheim erneut angegriffen, ein Soldat wurde getötet. Französische Bomberverbände mit 75 amerikanischen Maschinen vom Typ Martin B-26 Marauder und die sie begleitenden Jagdflugzeuge griffen am 20. April 1945 die Flugplätze Laupheim und Rißtissen erneut an. Bei diesem Angriff wurden alle auf dem Flugplatz Laupheim befindlichen Flugzeuge zerstört. Am folgenden Tag wurden die auf dem nahegelegenen Flugplatz Rißtissen noch verbliebenen wenigen flugfähigen Flugzeuge der II. Gruppe des JG 53 nach Schongau in Bayern verlegt. Eine Woche später wurde die Einheit in Schongau aufgelöst. Am 21. April 1945 wurde der Zwillingsflugplatz Rißtissen und am 23. April 1945 die Stadt Laupheim und der Flugplatz Laupheim von französischen Truppen besetzt.

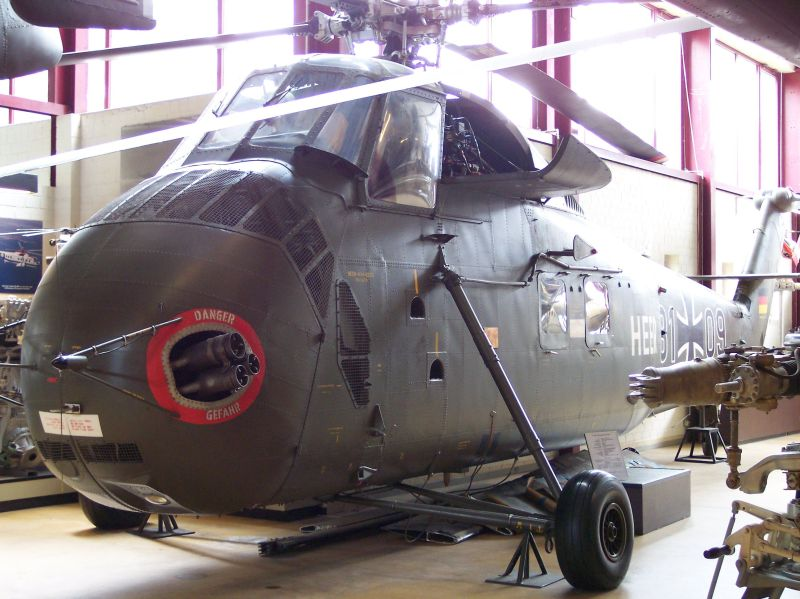
H-34

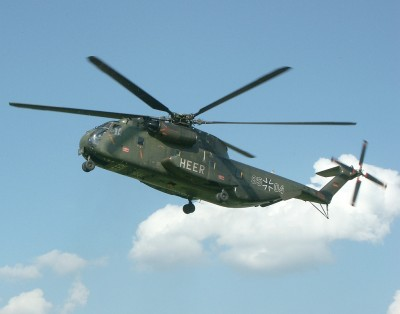
CH-53

Wappen des MTH 25

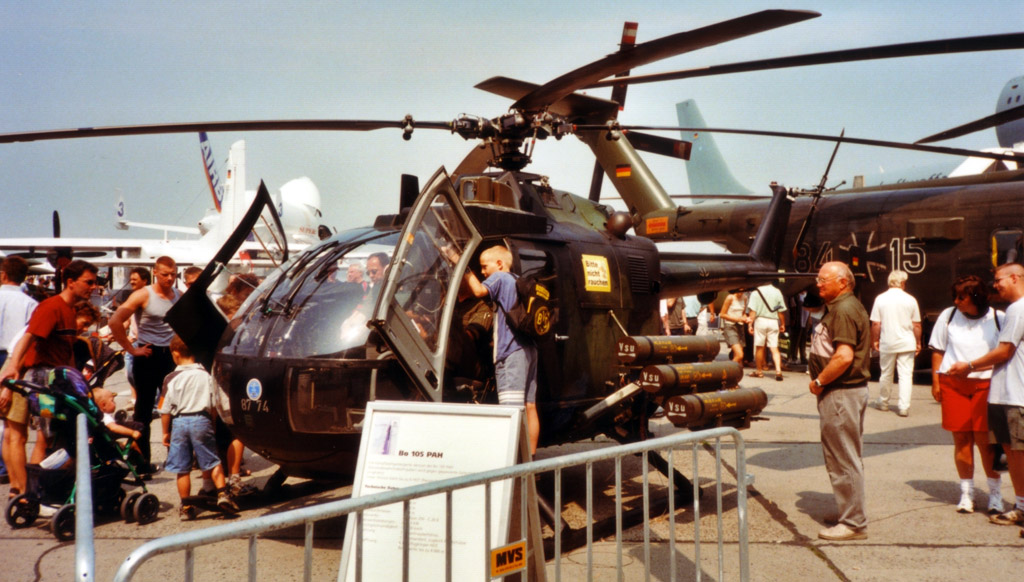
Bo 105

### Heeresflugplatz Laupheim
1964 wurden auf dem Gelände des früheren Luftwaffenflugplatzes völlig neue militärische Einrichtungen gebaut, die dazu bestimmt waren Hubschrauber der Heeresflieger zu beherbergen. Noch während der Bauarbeiten wurde der Stab Korps-Heeresfliegerkommando 2 von Ulm nach Laupheim verlegt. Kurz darauf begann der operationelle Flugbetrieb der Heeresflieger. Die ersten Hubschrauber, die auf dem Heeresfliegerflugplatz Laupheim stationiert wurden, waren vom Typ Sikorsky H-34.
Nachdem die Stärke der Heeresflieger während der 1960er Jahre ausgebaut worden war, folgte 1971 eine Reorganisation, die dazu führte, dass Laupheim das Hauptquartier aller Heeresfliegereinheiten in Süddeutschland wurde. Die in Laupheim stationierten Einheiten, das Heeresfliegerbataillon 200 und die Heeresfliegerinstandsetzungsstaffel 207, wurden zusammengefügt um das Mittlere Transporthubschrauberregiment 25 zu bilden.
1971 wurde die veraltete Sikorsky H-34 durch die Sikorsky CH-53 ersetzt, der bis zur Übergabe an die Luftwaffe im Dienst der Heeresflieger stand. In den über 30 Jahren seit Einführung der CH-53 flog das Regiment weit über 120.000 Stunden, unter anderem bei Katastropheneinsätzen in Italien, Griechenland, in den französischen Pyrenäen und in den Lawinengebieten der Alpen.
150.000 Besucher kamen beim zehnjährigen Jubiläum des Heeresflugplatzes 1974.
Am 21. Juni 1989 wurde die Kaserne mit einem feierlichen Akt nach dem ehemaligen Bundeskanzler Kurt Georg Kiesinger benannt.
1994 wurde der Heeresfliegerstandort in Neuhausen ob Eck zusammen mit dem Heeresfliegerregiment 20 aufgelöst. Dieses Regiment flog die Bell UH-1D. Die HFlgStff 10, die ebenfalls in Neuhausen ob Eck stationiert war, flog die Bölkow Bo 105. Die Hubschrauber dieser Einheit wurden teilweise nach Laupheim verlegt und bildeten die Heeresfliegerunterstützungsstaffel 10. Im gleichen Jahr wurde der Stab Korps-Heeresfliegerkommando 2 aufgelöst; der Stab und der Heeresflugplatz wurden in eine neue Kommandostruktur eingegliedert.
Die Heeresflieger aus Laupheim flogen bis Anfang der 1990er Jahre nur Einsätze innerhalb NATO-Gebiets. Seitdem sind die Hubschrauber aus Laupheim jedoch in den verschiedensten Einsatzgebieten im Auftrag der Vereinten Nationen, der NATO und der EU tätig: zuerst im Irak nach dem Zweiten Golfkrieg, danach auf dem Balkan im Rahmen von IFOR, KFOR, SFOR und EUFOR und zuletzt in Afghanistan als Teil von ISAF.
1994 erhielt das Mittlere Transporthubschrauberregiment 25 den Ehrennamen Oberschwaben als Zeichen dafür, dass die Heeresflieger am Standort Laupheim festhielten, nachdem eine große Zahl an Stützpunkten im Zuge von Einsparungen aufgelöst worden waren.
2002 wurde das Mittlere Transporthubschrauberregiment 25 in die Division Luftbewegliche Operationen eingegliedert.
Am Rande des Flugplatzes befindet sich ein Werk der Firma Diehl Aviation. Bis Oktober 2008 war das Werk ein Teil des Flugzeugherstellers Airbus, wurde aber im Zuge der Airbus-Sanierung von Diehl übernommen.

### Rückkehr zur Luftwaffe
In der Folge der 2010 beschlossenen grundlegenden Bundeswehrreform stellte Bundesverteidigungsminister Thomas de Maizière (CDU) am 26. Oktober 2011 im Bundeskabinett das Stationierungskonzept 2011 vor. Infolge wurde der Standort Laupheim mit seinen damals 1750 Dienstposten (Stand: 26. Oktober 2011) auf 1630 Dienstposten verkleinert und wechselte in der Masse vom Heer zur Luftwaffe. Verbunden mit dieser Neuausrichtung der Bundeswehr erfolgte im Rahmen des „Fähigkeitstransfers Hubschrauber“ auch ein Wechsel der Transporthubschrauber von Typ CH-53 von Heer zur Luftwaffe. Das Hubschraubergeschwader 64 nahm die Transporthubschrauber auf und übernahm auch den Standort Laupheim. Diese Änderung wurde zum 1. Januar 2013 umgesetzt. Das Mittlere Transporthubschrauberregiment 25 wurde formell am 5. März 2013 aufgelöst.
Ab Ende 2015 wurden Hubschrauber des Typs H145M T2 (frühere Bezeichnung EC645) von Airbus Helicopters an das Hubschraubergeschwader 64 ausgeliefert. Diese militarisierte Version des zivilen Hubschraubers H145 (frühere Bezeichnung EC145) ist in erster Linie als Transporthubschrauber für schnell verlegbare Kräfte wie das Kommando Spezialkräfte vorgesehen.
Am 26. Juli 2023 hat der Haushaltsausschuss des Bundestags als Ersatz die Beschaffung von 60 Transporthubschraubern des Typs Boeing CH-47F (Chinook) zur Lieferung ab 2027 beschlossen.